# Luisa Della Noce
Luisa Della Noce (* 28. April 1923 in San Giorgio di Nogaro; † 15. Mai 2008 in Rom) war eine italienische Schauspielerin. 
Della Noce, deren erster Filmauftritt 1952 für Mario Bonnard erfolgte, gewann 1956 beim San Sebastián International Film Festival den Preis für die beste Schauspielerin in einem fremdsprachigen Film, Pietro Germis Das rote Signal. Auch ihre vom Humanismus durchdrungene und intensive Darstellung in Die Versuchung wurde hoch gelobt. Es folgten auch quantitativ wenige (ihre Filmografie umfasst zwölf Filme) Rollen bis zu ihrem Rückzug 1967, den sie nur 15 Jahre später für Michelangelo Antonioni einmal unterbrach.

## Filmografie
- 1951: L’ultima sentenza
- 1952: Es begann auf der Straße (Wanda la peccatrice)
- 1954: Kanaille von Catania (L’arte di arrangiarsi)
- 1956: Das rote Signal (Il ferroviere)
- 1958: Die Versuchung (L’uomo di paglia)
- 1959: Parque de Madrid
- 1963: Die Arche Noah (Giacobbe, l’uomo che lottò con Dio)
- 1964: Liebe, Sex und Ärgernisse (Oltraggio al pudore)
- 1965: Julia und die Geister (Giulietta degli spiriti)
- 1967: John il bastardo
- 1967: Tödlicher Ritt nach Sacramento (Con lui cavalca la morte)
- 1982: Identifikation einer Frau (Identificazione di una donna)